# Lentera Timur
Lentera Timur는 말레이시아의 팝 가수 시티 누르할리자의 열네 째 정규 앨범이자 네 번째 전통 음악 앨범이다. 2008년 12월 26일 시티 누르할리자 프로덕션 및 수리아 레코드를 통해 발매되었다.

## 개요
이 앨범은 1997년 <Cindai>, 2000년 <Sahmura>, 2002년 <Sanggar Mustika>에 이어 낸 전통 음악 앨범이며, <Sanggar Mustika> 이후 6년만에 낸 전통 음악 앨범이다. 말레이시아 및 인도네시아 작곡가들에 의해 만들어진 11곡이 들어있다. 원래 이 앨범은 2006년부터 제작되기 시작했으나, 음반시장의 불황 등으로 2년이라는 오랜 시간이 걸렸다.
3번 트랙 <Cinta Ini>, 4번 트랙 <Ada Masa Mata>, 11번 트랙 <Di Taman Teman>은 싱글로 발매되었으며, <Di Taman Teman>은 2009년 제16회 아누게라 인더스트리 뮤직에서 최고의 전통음악으로 선정되었다. 6번 <Seloka Budi>는 2001년 앨범 <Safa> 이후 없었던 아드난 아부 하산의 참여가 있었고, <Di Taman Teman>에서는 파우지 마르주키의 참여가 있었다. 9번 트랙 <Joget Menanti Kasih>에서는 1970년대 인기 가수 故 샤리파 아이니의 앨범에 참여했던 합사 하산이 참여했다. 시티의 1990년대 후반 ~ 2000년대 초반 활동 시기에 활동했던 옛 작사가/작곡가들의 참여가 매우 컸는데, 특히 이번 앨범의 수록곡들은 기존의 전통 앨범 수록곡들과는 달리 훨씬 세련되고 현대적이며, 팝적인 요소가 강하다. 여담으로, 이 앨범의 일부 프로듀서들은 팝 작곡가들이다.
총 11곡이 수록되어 있으나, 원래는 12곡 이상이었다는 논란도 있다. 이 부분에 대해서는 확실히 알 수 없지만, 일단은 13곡이었음이 틀림 없다. 수록 예정이었던 라디의 <Langit Masih Cerah>가 빠졌으며, 아이딧 알피안의 한 곡(제목 불명)도 빠졌다.

## 수록곡
- <Di Kayangan Kita>
- <Bintang Malam>
- <Cinta Ini>
- <Ada Masa Mata>
- <Bulan Yang Mesra>
- <Seloka Budi>
- <Rasa Antara Kita>
- <Senyum Minang Manis>
- <Joget Menanti Kasih>
- <Jelmakanlah Ayumu>
- <Di Taman Teman>
- <Langit Masih Cerah>

## 특징
- 3번 트랙 <Cinta Ini>, 4번 트랙 <Ada Masa Mata>, 11번 트랙 <Di Taman Teman>은 싱글로 발매되었다.
- 라디의 <Langit Masih Cerah>와, 아이딧 알피안의 한 곡(제목 불명)은 수록되지 않았다.
- 이 앨범은 수리아 레코드를 통해 발매된 마지막 정규 앨범이다(마지막 앨범은 2009년 인도네시아 가수 크리스다얀티와의 듀엣 앨범 <CTKD>).